# Saint-Maximin (Gard)
Saint-Maximin település Franciaországban, Gard megyében. Lakosainak száma 794 fő (2022. január 1.). Saint-Maximin Argilliers, Collias, Saint-Siffret, Sanilhac-Sagriès és Uzès községekkel határos.

## Népesség
A település népessége az elmúlt években az alábbi módon változott:
| Lakosok száma | 255  | 393  | 628  | 609  | 700  | 711  | 746  | 770  | 778  | 794  |
|               | 1968 | 1982 | 1990 | 2006 | 2013 | 2015 | 2017 | 2019 | 2020 | 2022 |